# 平良愛香
平良 愛香（たいら あいか、1968年 - ）は、日本基督教団の牧師である。沖縄出身。
日本のキリスト教会において、男性同性愛者であることをカミングアウトしたうえで、初めて牧師として正式に任用された。現在は日本基督教団川和教会（かわわきょうかい）主任牧師を務めるかたわら、ジェンダー、性的少数者問題から平和と人権に至るまで幅広いテーマをにない、積極的に教育・講演などの活動を行っている。「いのちの電話相談員全国研修会」講師ほか、キリスト教会外からの出講依頼にも応えている

。なお日本基督教団牧師の平良修（たいらおさむ）は父である。

## 経歴
農村伝道神学校卒業、日本基督教団四谷新生教会伝道師、副牧師を経て、2003年から日本基督教団三・一教会牧師（2017年3月まで）。2018年から日本基督教団川和教会牧師。日本基督教団神奈川教区宣教部委員長、同教団神奈川教区副議長を務めたのち2013年より同神奈川教区総会議長を2期4年務める。そのほかキリストの風集会代表。農村伝道神学校校長。日本聖書神学校特別講師。立教大学非常勤講師、桜美林大学非常勤講師、カトリック・エイズデスク委員など。

## 牧師としての立場（特にセクシュアリティについて）
平良牧師は、「神様がつくったものに不良品はない」と語り、同性愛者も異性愛者も変わりなく、同様に祝福されるとしている。しかしキリスト教内では、そもそも同性愛自体認められないとする考え方、その傾向は認めるが行為は認めないとする考え方、また信者が同性愛者であることは受け入れられるが、牧師・司祭が同性愛者であることは容認できないとする派などもあり、それぞれに主張を展開している。一方、特に近年の先進諸国では、同性愛は異性愛と同じく個々人の生まれもった性質であり、人間性を損ねる可能性のある性的逸脱や性的放蕩と同一視すべきではないこと、また、同性愛を含むセクシュアルマイノリティは長年にわたり不当な偏見・差別を受けてきたという理解が一般に広まりつつある

。
日本においては、同性愛者の勉強会グループが、東京都の公共施設を利用しようとした際に、まさに同性愛者であるという理由で利用拒否されたことをめぐって裁判が争われ、一審(1994)、二審確定(1997)とも、原告である勉強会グループが勝訴し、利用拒否した都側が厳しく批判された。この事件の直接的な原因の一つに、同施設を利用するキリスト教青年団体によるいやがらせ、また彼らによる聖書を用いた同性愛者に対する断罪があった。このキリスト教青年団体の言動は、「聖書によれば同性愛は罪。聖書の言うところをそのまま受け入れなければならない」とする立場を体現するもので、キリスト教内にはこのような見方も根強く存在している。
しかし、古代の諸文献の丹念な調査や、最新の古代宗教史研究などにもとづいて、「聖書によれば同性愛は罪」は、一つの解釈にすぎず、聖書には同性愛を断罪する内容は書かれていないとする研究者も少なくない。
平良牧師は、こういった聖書理解について、聖書には身体障害者をけがれとする記述や、奴隷制を容認または肯定する記述などもあるが、キリスト教には、それらを克服してきた歴史がある。たとえ聖書に同性愛などのセクシュアリティに対して、否定的な部分があったとしても、キリスト教は、これを乗り越えてゆくことができるはずだとしている。

## 賛美歌（作詞・曲）
「主につくられたわたし」(1996)
「わたしはおやを」(2012)

## 出演
- こころの時代「あなたは あなたらしく 牧師・平良愛香」（2024年4月7日、NHK Eテレ）[5]

## 著書
- 『あなたが気づかないだけで神様もゲイもいつもあなたのそばにいる』学研プラス、2017年11月。ISBN 978-4054066113。
- 『LGBTとキリスト教 20人のストーリー（監修）』日本キリスト教団出版局 、2022年3月25日。ISBN 978-4818411005。